# ليوناردو رينان سيمويس دي لاكريدا
ليوناردو رينان سيمويس دي لاكريدا (بالبرتغالية: Leonardo Renan Simões de Lacerda) هو لاعب كرة قدم برازيلي في مركز الدفاع، ولد في 30 يناير 1988 في بيلو هوريزونتي في البرازيل. لعب مع غريميو بورتو أليغرينزي ونادي بالميراس ونادي كروزيرو.

## وصلات خارجية
- ليوناردو رينان سيمويس دي لاكريدا على موقع قاعدة بيانات كرة القدم.إي يو (الإنجليزية)
- ليوناردو رينان سيمويس دي لاكريدا على موقع Soccerway.com (الإنجليزية)
- ليوناردو رينان سيمويس دي لاكريدا على موقع AS.com (الإسبانية)